# John Deane, 2. Baron Muskerry
John Thomas FitzMaurice Deane, 2. Baron Muskerry CB (* 27. September 1777; † 25. Dezember 1824 in Caen) war ein irischer Peer und Generalmajor der britischen Armee.

## Leben
John Deane war der zweite von insgesamt vier Söhnen des Robert Deane, 1. Baron Muskerry, aus dessen Ehe mit Anne FitzMaurice.
Während der Koalitionskriege trat er im Dezember 1792 in Irland als Ensign des 12th Regiment of Foot in die britische Armee ein. Im März 1794 wechselte er als Lieutenant zum von John Hely-Hutchinson, 2. Earl of Donoughmore neuaufgestellten 94th Regiment of Foot, wo er im Mai desselben Jahres zum Captain-Lieutenant ernannt wurde und in Guernsey stationiert war. 1795 wechselte er als Captain-Lieutenant zum 38th Regiment of Foot und nahm am Feldzug des Sir Ralph Abercromby auf den Westindischen Inseln teil, von dem er mit den Resten seines Regimentes 1800 nach England zurückkehrte.
Dort wurde er von Charles Cornwallis, 1. Marquess Cornwallis, zum Brigade-Major der britischen Armee in Irland ernannt. Im September 1803 erhielt er den Brevet-Rang eines Major. 1805 nahm er an der Expedition zum Kap der Guten Hoffnung unter Sir David Baird teil. Auf der Passage dorthin wurde er von William Beresford, 1. Viscount Beresford, zum Brigade-Major von dessen Brigade ernannt. Diesen Dienstposten bekleidete er bis 1806, als Beresford von Südafrika zu einem Feldzug nach Südamerika abkommandiert wurde. Deane begleitete Beresford dorthin und fungierte als dessen Stabschef. Als die Truppen unter Beresford Buenos Aires eroberten, überbrachte Deane die Nachricht hiervon nach Großbritannien. Im Zuge dessen wurde er Oktober 1806 zum Lieutenant-Colonel befördert. Im Anschluss kehrte er mit der Streitmacht unter Sir Samuel Auchmuty und Sir Charles Stirling nach Südamerika zurück. Er nahm an der Belagerung von Montevideo teil. Nach der Eroberung der Stadt wurde er Militärsekretär des Oberkommandos und fungierte zugleich als Kolonialsekretär. Im Dezember 1807 kehrte Deane nach Irland zurück.
Im Februar 1808 erfolgte seine Beförderung zum Major. Im Juni desselben Jahres war er Teil der Truppen, die nach Portugal verschifft wurden. Im Verlauf der Napoleonischen Kriege auf der Iberischen Halbinsel nahm Deane an der Schlacht bei Rolica teil, in der am 17. August 1808 französischen Truppen unter Delaborde auf die portugiesisch-britischen Verteidigungskräfte unter dem späteren General Wellington trafen und zum Stehen gebracht wurden. Deane nahm ebenfalls an der darauffolgenden Schlacht bei Vimeiro teil. Danach diente er in den Truppen unter General John Moore in Spanien. Dort kommandierte er die Leichte Infanterie der Division. In dieser Funktion deckte er den Rückzug nach La Coruña und die Einschiffung der dortigen Truppen.
1809 nahm Deane an der Walcheren-Expedition teil und diente in der Division des Marquess of Huntly. Danach nahm er bis Kriegsende an den Kämpfen von 1812 teil. Im Zuge dessen nahm er an der Schlacht an der Nive und der Belagerung von San Sebastián (1813) teil. Als er einen Vorposten nahe des Ortes St. Etienne kommandierte, wurde er verwundet. Bald darauf wurde er zum Colonel befördert.
1815 wurde er als Companion des Order of the Bath ausgezeichnet und 1821 zum Major-General befördert.
Deane heiratete am 17. Januar 1815 Sarah Haynes († 1852) aus Bishop’s Castle in Shropshire. Die Ehe blieb kinderlos.
Da sein älterer Bruder Robert bereits 1796 kinderlos gestorben war, erbte Deane beim Tod seines Vaters 1818 dessen irische Adelstitel als 2. Baron Muskerry und 2. Baronet, of Muskerry.
Deane selbst starb am Weihnachtstag 1824 in Caen in der Normandie und wurde auf dem dortigen protestantischen Friedhof bestattet. Da sein jüngerer Bruder William 1811 während der Napoleonischen Kriege in Portugal gefallen war, erbte sein jüngster Bruder Matthew 1824 seine Adelstitel. Seine Witwe heiratete 1826 Frederick Dundas Radford.